# 北安普顿大学
诺山屯大学（英語：University of Northampton）是英国的一所公立大学，位于英格蘭中部的诺山屯，现有 Park 和 Avenue 两个校区。

## 历史
12世纪末期，北安普顿城镇持续繁荣并成为继牛津、剑桥后的第三个学术重镇，在狮心王理查的资助下，北安普顿大学创立。多位史学家记述在1176-1193年间，北安普顿甚至掩盖了牛津诸校的光芒。1261年，摄政的莱斯特伯爵以亨利三世的名义正式赐予北安大学宪章。
创校3年后，国王和摄政代表的贵族势力开战。次年，国王军在北安普顿围城战中获胜。由于当地学者参与叛乱。国王军入城后随即代表亨利三世宣布解散北安大学，并永久禁止在北安成立大学。另一说法是，国王受到了北安的竞争对手牛津大学的学人的蛊惑而决定关闭北安。
现代的北安大学和中世纪的北安大学除了名字之外无任何联系。今日北安大学的前身始于1924年成立的北安普顿技术学院 (Northampton Technical College)，1975年合并教育学院后改称奈恩高等教育学院（取名自流经北安普顿郡的奈恩河，由时任教育与科学大臣的撒切尔夫人主持新校名揭幕）。1994年和1997年先后继续合并 the Leathersellers College 和 the Sir Gordon Roberts College of Nursing and Midwifery，1999年起称为北安普顿大学学院 (University College Northampton)。
2004年11月该校更名为北安普顿大学。枢密院司法委员会为此特别撤消了英王亨利三世于1265年签署的皇家法令。该法令禁止在北安普顿成立大学，以惩罚在刘易斯战役(Battle of Lewes)中与英王作对的孟福尔伯爵的支持者（这些人计划在北安普顿建立大学）。

## 學術
北安普頓大學在英國國內排在50至60位左右。2010年2月獲得公平貿易認證。